# 蒙特罗
蒙特罗（法語：Montherod）是瑞士联邦西部法语区的沃州下设的一个镇。在行政上属于莫尔日区管辖。蒙特罗的总面积为4.97平方公里。截至2010年底，总人口为544。

## 地理
蒙特罗位于莱芒湖西北，欧伯讷河从东北边境流过。